# 1929 год в изобразительном искусстве СССР
1929 год был отмечен рядом событий, оставивших заметный след в истории советского изобразительного искусства.

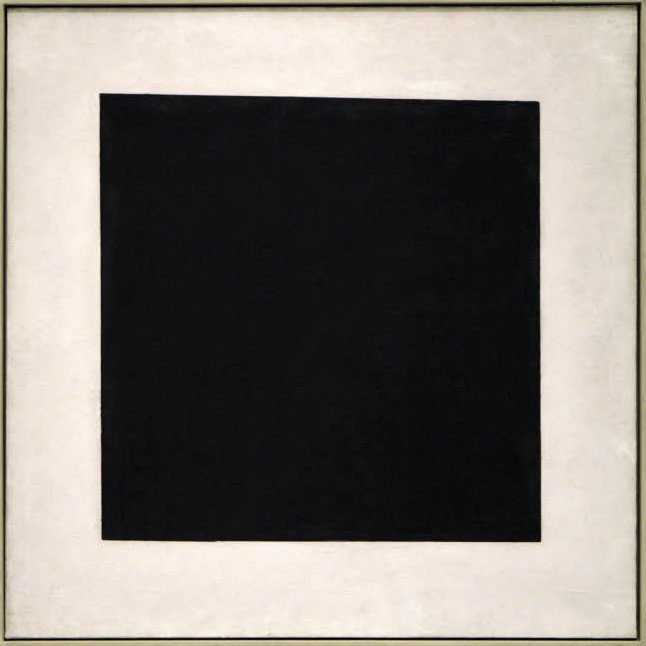
Казимир Малевич. Чёрный квадрат

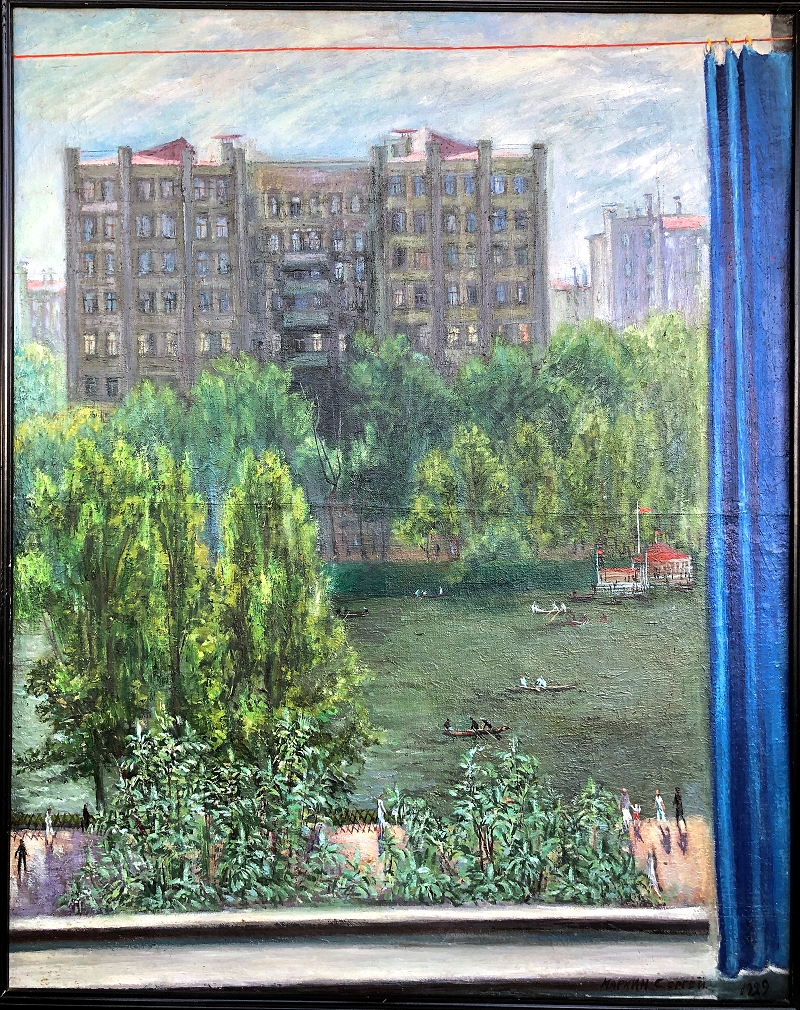
Сергей Маркин. Окно на Чистые пруды

## События
- 7 апреля в Ленинграде в бывшем Аничковом дворце открылась «8-я выставка картин Общества художников-индивидуалистов». Участниками выставки были А. А. Альбокринов, О. Я. Андреева, Н. А. Ашукин, Г. Ф. Броновицкий, М. И. Гейде, Е. П. Жукова, В. К. Миронович, Б. И. Мирский, Л. Г. Неймарк, М. Ф. Островская, И. А. Пасс, Л. К. Розенберг, И. И. Ясинский и другие художники. Экспонировалось 149 работ 38 авторов.

- 27 апреля в Ленинграде в ГРМ открылась "III выставка картин и скульптуры Общества «Круг художников». Среди 183 работ 36 авторов экспонировались произведения В. В. Пакулина, А. Ф. Пахомова, А. И. Русакова, Д. Е. Загоскина, В. И. Малагис, Б. Е. Каплянского, Я. М. Шура, М. А. Федоричевой, А. С. Ведерникова, В. В. Купцова, Г. М. Неменовой, М. Ф. Вербова, А. П. Почтенного, Н. С. Могилевского, П. А. Осолодкова, Г. Н. Траугота и других художников[1].

- 29 апреля в Москве в Клубе им. Октябрьской революции на Каланчевской пл., 4 открылась «Вторая выставка работ общества художников „РОСТ“». Среди участников Л. Зевин, Н. Кашина, Е. Малеина, В. Кизевальтер, М. Недбайло, Б. Рыбченков, С. Чуйков и др. (см. Е. Лабас. «РОСТ», «Комсомольская правда» № 117 от 25.05.1929).

- 19 мая в Москве в помещении 1-го Московского государственного университета (Моховая ул. 11) открылась четвёртая выставка художников общества "Четыре искусства". Среди участников Меер Аксельрод, Лев Бруни, Константин Истомин, Павел Кузнецов, Вера Мухина, Кузьма Петров-Водкин, Мартирос Сарьян, Владимир Фаворский и другие художники.

- В Ленинграде в залах Академии художеств открылась очередная «Выставка картин Общества имени А. И. Куинджи». Среди 476 работ 73 участников экспонировались произведения Михаила Авилова, Исаака Бродского, Альфонса Жабы, Всеволода Лишева, Александра Любимова, Юрия Непринцева, Аркадия Рылова, Ивана Степашкина и других художников[2].

- В Москве открылась «Выставка картин московских и ленинградских художников, организованная к 25-летию художественной и педагогической деятельности проф. Д. Н. Кордовского». Среди 316 работ 51 автора экспонировались произведения Семёна Абугова, Николая Дормидонтова, Дмитрия Кардовского, Константина Рудакова, Александра Савинова и других художников.

- В ноябре в Ленинграде в клубе завода «Красный Треугольник» открылась "Выставка картин и скульптуры 0бщества «Круг художников». Среди 41 работы 25 авторов экспонировались произведения В. В. Пакулина, А. Ф. Пахомова, Д. Е. Загоскин, Я. М. Шура, М. А. Федоричевой, А. С. Ведерникова, В. В. Купцова, М. Ф. Вербова, А. П. Почтенного, Н. С. Могилевского, П. А. Осолодкова, Г. Н. Траугота и других художников[3].

## Деятели искусства

### Родились
- 6 февраля — Борис Малуев, живописец, монументалист и график, Заслуженный художник РСФСР (ум. в 1990).
- 17 февраля — Галина Смирнова, живописец.
- 28 февраля — Евгений Бригадиров, живописец.
- 3 апреля — Юрий Королёв, живописец-монументалист, народный художник СССР (ум. в 1994).
- 27 мая — Юрий Белов, живописец.
- 5 июня — Александр Столбов, живописец и педагог.
- 9 августа — Евгений Мальцев, живописец, народный художник Российской Федерации (ум. в 2003).
- 11 августа — Генрих Багров, живописец и график (ум. в 2006).
- 8 сентября — Николай Селиванов, скульптор, народный художник Российской Федерации.
- 15 сентября — Алексей Вощинин, живописец.
- 17 октября — Пётр Белов, театральный художник, заслуженный художник РСФСР (ум. в 1988).
- 5 ноября — Яков Бесперстов, живописец (ум. в 1998).
- 10 декабря — Лев Головницкий, скульптор, народный художник РСФСР (ум. в 1994).

### Скончались
- 2 марта — Николай Кузнецов, живописец, действительный член Императорской Академии художеств (род. в 1850).

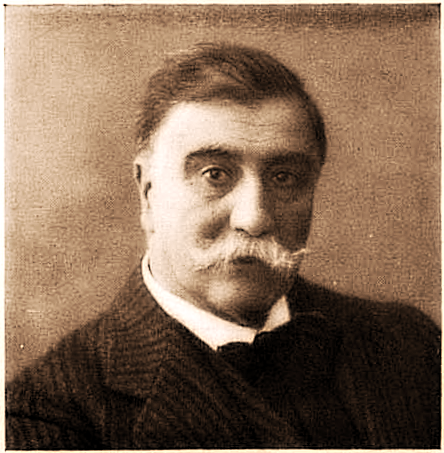
Николай Кузнецов